# Almace
Vous lisez un « bon article » labellisé en 2019.
Almace est l'épée légendaire de Turpin, archevêque de Reims, chevalier et un des douze pairs de Charlemagne dans plusieurs chansons de geste du cycle carolingien.
Ces œuvres très populaires en Europe entre le XIe siècle et le XIVe siècle participent à la construction du mythe de personnages tels que Charlemagne, Roland ou Turpin. Elles racontent leurs exploits militaires, essentiellement contre les Sarrasins, et sont donc amenées à présenter leurs armes.
Le fait qu'il soit donné un nom propre à Almace, comme à Durandal et Joyeuse, les épées de Roland et de Charlemagne, indique l'importance du personnage de Turpin dans ce corpus littéraire. Mais les chansons de geste médiévales n'évoquent que rarement cette épée et n'en proposent aucune description détaillée. La mention principale réside dans la Chanson de Roland où Turpin l'utilise à la fin de la bataille de Roncevaux alors qu'il est devenu clair que celle-ci est perdue et que l'archevêque va succomber à son tour sous les assauts des Sarrasins.
La Chanson de Gaufrey donne à l'épée une origine sarrasine. Des analyses onomastiques proposent d'ailleurs que le nom « Almace » soit issu de l'arabe. Ces études ne font cependant pas l'objet de consensus, certains romanistes préférant des sources plus conformes à l'idée d'une épée « bonne pour abattre les païens », selon l'expression prêtée à Charlemagne par la Karlamagnús saga après qu'il a éprouvé l'arme.
Les chansons de geste du cycle carolingien font de l'archevêque Turpin un héros de la foi chrétienne qui décime les païens, bénit les soldats sur le champ de bataille, baptise les infidèles convertis, et parfois même marie les chevaliers. Il n'est donc pas surprenant qu'une épée portant le nom de l'arme mythique se retrouve parmi d'autres reliques du Moyen Âge dans le trésor de l'abbaye de Saint-Denis, dont les différents inventaires réalisés entre le début du XVIe siècle et la fin du XVIIIe siècle fournissent une description succincte. L'arme finit par disparaître du trésor, probablement à l'époque de la Révolution française.
De nos jours, on retrouve Almace dans plusieurs jeux vidéo de rôle qui peuvent lui attribuer des pouvoirs magiques comme celui de geler les ennemis de son détenteur.

## Littérature
Dans la matière de France, les épées sont les armes nobles par excellence. Elles appartiennent en général à vie à un chevalier et sont souvent nommées à la manière d'une personne. Almace est ainsi l'épée de l'archevêque Turpin, un des compagnons de Roland dans la Chanson de Roland et un des personnages principaux de la Geste du Roi. Les chevaliers les plus glorieux de Charlemagne possèdent des épées nommées comme c'est le cas par exemple de Durandal pour Roland ou Hauteclaire pour Olivier. Elles sont le symbole de l'honneur et de la violence chevaleresque, et le simple fait de nommer celle de l'archevêque constitue une indication de sa position prééminente dans l'armée du roi.
Elle est pourtant citée moins fréquemment que les épées d'autres personnages. Ainsi la Chanson de Roland mentionne dix-sept fois Durandal, quatre fois Hauteclaire et trois fois Joyeuse, alors que le nom d'Almace n'apparaît qu'une ou deux fois suivant les versions du poème. Les chansons de geste qui la mentionnent n'expliquent pas non plus son nom qui présente plusieurs variantes. Elle s'appelle notamment selon les manuscrits, les langues et les époques Almace, Almice, Almire, Almuce, Almicem, Aigredure, Dalmuçe, Autemise ou Hautemise,,. Malgré la multiplicité de ces noms, la romaniste belge Jeanne Wathelet-Willem ne retient que trois chansons françaises où l'épée est nommément évoquée : la Chanson de Roland, Renaud de Montauban et la Chanson de Gaufrey. Elle l'est aussi dans la branche I de la Karlamagnús saga, un texte en vieux norrois probablement inspiré de chansons de gestes perdues, qui révèle son origine et comment elle est donnée à Turpin.
Au contraire de Durandal ou de Courte par exemple, Almace ne figure que rarement et discrètement dans la littérature du Moyen Âge. Cela explique peut-être pourquoi l'épée de l'archevêque Turpin n'a pas attiré l'attention des érudits.

### La Chanson de Roland
L'archevêque Turpin ne tire son épée qu'à la fin de la bataille de Roncevaux. Gravement blessé, il se relève et assène aux Sarrasins ses derniers coups désespérés :
| La Chanson de Roland (vers 2083-2095)          | Traduction en français moderne                                                         |
| ---------------------------------------------- | -------------------------------------------------------------------------------------- |
| Turpins de Reins, quant se sent abatuz,        | Quand Turpin de Reims se sent abattu,                                                  |
| De quatre espiez par mi le cors feruz,         | Quand il se voit percé de quatre coups de lance,                                       |
| Isnelement li ber resailit sus;                | Il se relève en un instant, le brave ; il se redresse,                                 |
| Rollant reguardet, pois si li est curuz,       | Cherche Roland du regard, court vers lui                                               |
| E dist un mot : « Ne sui mie vencuz;           | Et ne lui dit qu'un mot : « Je ne suis pas vaincu.                                     |
| « Ja bons vassals nen iert vifs recreüz. »     | « Tant qu'un bon vassal est vivant, il ne se rend pas. »                               |
| Il trait Almace, s'espée d'acier brun,         | Alors il tire Almace, son épée d'acier bruni,                                          |
| En la grant presse mil colps i fiert e plus.   | Et se lance en pleine mêlée, où il frappe plus de mille coups.                         |
| Pois le dist Carles qu'il n'en espargnat nul : | C'est Charlemagne qui en rendit plus tard le témoignage : Turpin ne fit grâce à aucun, |
| Tels quatre cenz i truvat entur lui,           | Et l'Empereur trouva quatre cents cadavres autour de lui,                              |
| Alquanz naffrez, alquanz par mi feruz;         | Les uns blessés, les autres tranchés par le milieu du corps,                           |
| Si out d'iceis ki les chiefs unt perdut.       | Les autres privés de leur tête.                                                        |
| Ço dist la Geste […]                           | Voilà ce que dit la Geste […]                                                          |

Il s'agit là, au vers 2089, de la seule mention du nom d'Almace dans la recension d'Oxford de La Chanson de Roland, le manuscrit de la fin du XIe siècle qui fait autorité en ce qui concerne cette chanson de geste,,. Le poème laisse pourtant aussi entendre que l'archevêque utilise son épée en plus de la lance pendant les combats. Ainsi, après avoir violemment frappé l'écu du sarrasin Abîme, il lui tranche le corps de part en part (CXLII, 1666-1668),,.
Almace est décrite comme « s'espée d'acier brun », traduit par « son épée d'acier bruni » (CLXXX, 2089). L'adjectif brun fait référence à une technique de polissage donnant à l'objet métallique à la fois un aspect brun et brillant. La médiéviste Marie-Claude Blanchet rappelle à cet égard qu'en français médiéval, brun a la même valeur que « fourbi », « poli », « brillant » ou « étincelant ». Dans la Chanson de Roland, le poli est une des qualités d'une épée. Par exemple Joyeuse est dite « d'une clarté splendide », et Durandal qualifiée de « claire et blanche ».
Le poème ne fournit aucune autre indication matérielle sur la constitution d'Almace. Léon Gautier suggère cependant, sur la base d'un vers relatif à une épée sarrasine, que les épées de chevalier de la Chanson de Roland étaient longues, contrairement aux épées normandes en usage au moment de la composition de la chanson.
D'autres manuscrits de la Chanson de Roland évoquent une seconde fois le nom d'Almace, lorsque Roland et Turpin s'apprêtent à vendre chèrement leur vie aux Sarrasins dans un dernier assaut. La version dite de « Venise IV » indique ainsi par exemple au vers 2284 « Anci saverai païn a cest asalt Li nom d'Almuce e cil de Durindart ». Le professeur de français Ian Short, parmi d'autres, choisit d’intégrer ce vers dans son édition critique de la Chanson de Roland. Il fait alors dire à Roland lorsqu'il s'adresse à son compagnon après lui avoir promis son assistance : « Encui saverunt pains a cest asalt, Li nom d'Almace e cel de Durendal! » qu'il traduit par « Par cet assaut les païens apprendront à l'instant, Le nom d'Almace et celui de Durendal ! » (CLIX, 2142-2413). Cette version qui place Almace et Durandal sur le même plan, contrairement au vers correspondant du manuscrit d'Oxford qui ne cite que Durandal, a fait l'objet de critiques, notamment par le romaniste Joseph Bédier qui argumente que rien ne serait changé si, dans ces derniers instants de la bataille, Turpin se servait de l'épée de Roland.

### Renaud de Montauban

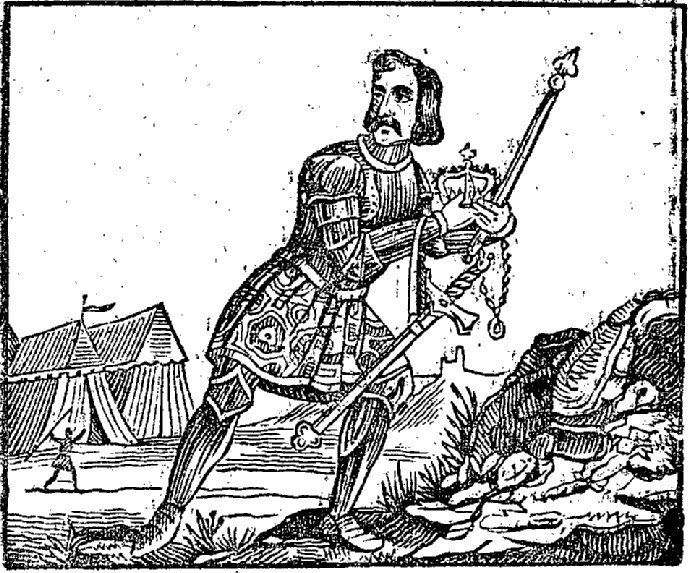
Almace, parmi les armes et objets précieux que Maugis dérobe à Charlemagne.

Dans la chanson Renaud de Montauban, Almace est volée par Maugis. Ce poème très populaire du XIIe siècle, aussi connu sous le nom de la Chanson des quatre fils Aymon, est à l'origine du cycle dit de Renaut de Montauban et fait lui-même partie du cycle de Doon de Mayence. Remanié et traduit à de nombreuses reprises au Moyen Âge, il décrit l'archevêque Turpin comme un baron et un des pairs de Charlemagne. Son épée, nommée Autemise, fait partie du butin de l'enchanteur Maugis qui, après avoir endormi ses geôliers, s'enfuit avec leurs armes rejoindre à Montauban son cousin Renaud.
Alors qu'il entre dans la tente où dorment Charlemagne et ses pairs :
| Renaus de Montauban (vers 11626-11630)         | Traduction en français moderne                              |
| ---------------------------------------------- | ----------------------------------------------------------- |
| Puis li deçaint Joieuse del senestre costé     | Puis il détache Joyeuse à son côté gauche accrochée         |
| A Rollant Durendal, au pont d’or noelé         | Autant pour Durandal de Roland au pommeau d'or ciselé       |
| Oliviers Hauteclere qui mult fait à loer       | Hauteclaire d'Olivier qu'il faut tant louer                 |
| Et prist Cortain l’Ogier qu’il n’i vost oblier | Et prit aussi Courtain d'Ogier qu'il ne voulait pas oublier |
| De Torpin Autemise qui ot le poing doré        | L'Autemise de Turpin qui a le pommeau doré                  |

La chanson indique au vers 11630 que le pommeau de l'épée est doré, mais une variante proposée par le manuscrit dit de Metz le modifie pour signaler à la place la valeur exceptionnelle de l'arme. Elle la nomme « Alchemise » et mentionne : « Alchemise qui valt une cité » (trad. Alchemise qui vaut une cité),.

### La Chanson de Gaufrey
La Chanson de Gaufrey, ou simplement Gaufrey, est une chanson de geste tardive probablement composée au XIVe siècle qui se place dans le prolongement de Doon de Mayence,. Les personnages principaux, les frères Gaufrey et Griffon de Hautefeuille, sont les fils de Doon de Mayence et deviendront les pères respectivement d'Ogier le Danois et de Ganelon. L'histoire, qui fait la part belle aux batailles contre les Sarrasins, se situe donc très en amont de la Chanson de Roland. Pourtant Turpin est déjà l'archevêque-chevalier truculent qui accompagnera Roland au col de Roncevaux.
Dans ce contexte, la chanson dévoile l'origine d'Almace, nommée ici Hautemise. Aux vers 5094-5095, le traître Griffon offre à Turpin une épée d'acier poli prise au roi sarrasin Turfier et qui faisait partie du butin gagné par Gaufrey : « A Turpin l'archevesque .I. branc fourbi d'achier : Ele ot nom Hautemise et fu au roi Turfier. » (trad. : « À Turpin l'archevêque une épée d'acier poli : elle se nomme Hautemise et fut au roi Turfier »).

### Karlamagnús saga
L'origine d'Almace est présentée avec plus de détails dans la branche I, la première partie, de la Karlamagnús saga parfois appelée la Saga de Charlemagne. Ce texte, généralement titré Vie de Charlemagne et qui semble une compilation d'épisodes tirés de diverses chansons de geste françaises perdues et traduits en vieux norrois probablement au tout début du XIIIe siècle, présente un premier panorama du règne de Charlemagne depuis la mort de Pépin le Bref jusqu'à la désignation des pairs de France. Il raconte au chapitre XLIII que l'épée a été forgée par Galant d'Angleterre en même temps que Durandal et Courtain et qu’il les a tenues sur le feu sept hivers durant. Décrites comme « bonnes et saintes », elles ont été mises en gage auprès du roi Faber qui en a donné sept cents besants d'or,.
Les trois armes appartiennent au juif Malakin d'Ivin, qui les propose à Charlemagne comme rançon de son frère Abraham, prisonnier du duc Girard de Viane depuis quatre ans. Rentré à Aix-la-Chapelle, Charlemagne frappe des trois armes la masse d'acier qu'il a fait couler sur le perron de son palais pour que ses hommes y éprouvent leurs épées : la première s'ébrèche et, raccourcie d'un demi-pied, gardera le nom de Courte ou Courtain ; elle échoira à Ogier quand il sera armé chevalier. La deuxième entaille le métal sur plus d'une main ; il la nomme Almace, Almacia en norrois, en disant qu'elle est « bonne pour abattre les païens ». La troisième, Durandal, arrache un bloc entier d'acier : Charlemagne la garde pour son usage, puis l'offrira à Roland. Un peu plus loin, au chapitre LVIII, l'archevêque Turpin demande à être armé pour combattre le peuple païen. Charlemagne l'adoube alors en lui offrant son épée Almace. Puis le prélat s'avance sur son cheval noir et les Francs s'écrient « Nous avons là un clerc tout puissant ».
L'archéologue Fabrice Cognot note que la possession des épées et leur remise entre les mains d’un serviteur dévoué est une des attributions du pouvoir royal ou princier qui les distribuait en fonction des besoins et surtout de l’honneur qu’il voulait faire à chacun. Le don d'Almace, « bonne pour abattre les païens », signe donc le rôle prééminent de Turpin auprès de l'empereur comme défenseur de la Chrétienté.
Le professeur de lettres Guillaume Issartel remarque par ailleurs que la distribution des trois armes à trois fidèles de l'empereur répond à celle qui s'opère au fond de la grotte norvégienne de la saga de Hrólf Kraki, Turpin correspondant à Thorir aux Pieds-de-chien,.

## Étymologie
L'étymologie d'« Almace » est incertaine et de nombreuses versions ont été proposées sans qu'aucun consensus puisse être établi.
La plus probable, aux yeux du professeur allemand de littérature Gustav Adolf Beckmann ou de la traductrice britannique Dorothy L. Sayers par exemple, est que ce nom soit dérivé de l'arabe,. Cela s'explique principalement par le préfixe al- qui rappelle l'article arabe ال (al) et qui a donné à la langue d'oïl dès avant 1200 des mots tels que alcube, alfage, alferant, alfin, algalife, almaçor, almustant ou alqueton. Le linguiste Álvaro Galmés de Fuentes reconnait ainsi en 1972 dans le nom de l'épée la forme en arabe ال ماس (al mās) ou الماس (almās), lui-même venant du grec ancien ἀδάμας (adámas) et qui signifie diamant, symbolisant un objet extrêmement dur capable de couper tous les corps solides « à l'exception du plomb »,. Les historiens Jacques Clemens et Mohamed Hammam font indépendamment la même observation en 1983. Ils indiquent à l'appui de cette idée qu’adamas sous sa forme latine est utilisée par Virgile et Ovide avec la signification de fer le plus dur. Une autre hypothèse, proposée en 1959 par Henry et Renée Kahane (en), lie l'épée de l'archevêque Turpin à une ancienne tradition judéo-hellénistique orientale. Cela les amène à penser que son nom pourrait être dérivé de ال موسى (al-Mūsā), une construction qui signifie « la Moïse », c'est-à-dire « l'épée de Moïse » dans le contexte des chansons de geste. L'expression aurait donné « Almuce » puis les autres variantes du nom de l'épée telles qu'« Almace ». Dans une autre version encore, le professeur américain de littérature arabe James A. Bellamy (en) envisage en 1987 que les noms de différents éléments de la Chanson de Roland sont de simples translittérations de l'arabe. Il propose dans ce cadre qu'« Almace » dérive d’al-māḍī signifiant « celui qui coupe, coupant, tranchant ».
Une autre origine possible pourrait être l'adjectif latin almus qui se traduit souvent par saint ou noble dans le latin médiéval d'église. Une de ces étymologies est à mettre au crédit du philologue français Édouard Le Héricher qui propose en 1878 l'origine latine alma acies qu'il traduit par « glaive saint, vénérable ». La linguiste belge Rita Lejeune envisage quant à elle en 1950 que les noms des épées dans la Chanson de Roland ont une signification profonde et sont systématiquement dérivés de la juxtaposition d'un adjectif et d'un substantif. Pour « Almace », elle propose la construction alme hache qu'elle traduit par « sainte hache ». Encore récemment, Gustav Adolf Beckmann propose en 2017 l'idée ironique qu'« Almice » serait dérivé du mot de latin médiéval rare almaties qui a le sens d'aumône, combinant les deux significations d'almus : bienfait et sainteté. Il utilise ensuite les variantes de plusieurs mots d'église pour expliquer les deux autres noms principaux de l'épée que sont « Almace » et « Almuce ».
D'autres langues source ont également été envisagées. Le romaniste Erich von Richthofen évoque par exemple en 1954 la possibilité qu'« Almace » doive son origine au vieux norrois almáttigr qui signifie « tout-puissant » et qui se trouve être un des noms d'Odin. Dans un genre proche, Jozef Luciaan de Prince, un historien autodidacte qui pense que la Chanson de Roland a été initialement composée en Flandre, propose à l'appui de sa thèse de rapprocher le nom de l'épée de Turpin du mot flamand almacht signifiant « toute-puissance »,.

## Dans le trésor de l'abbaye de Saint-Denis

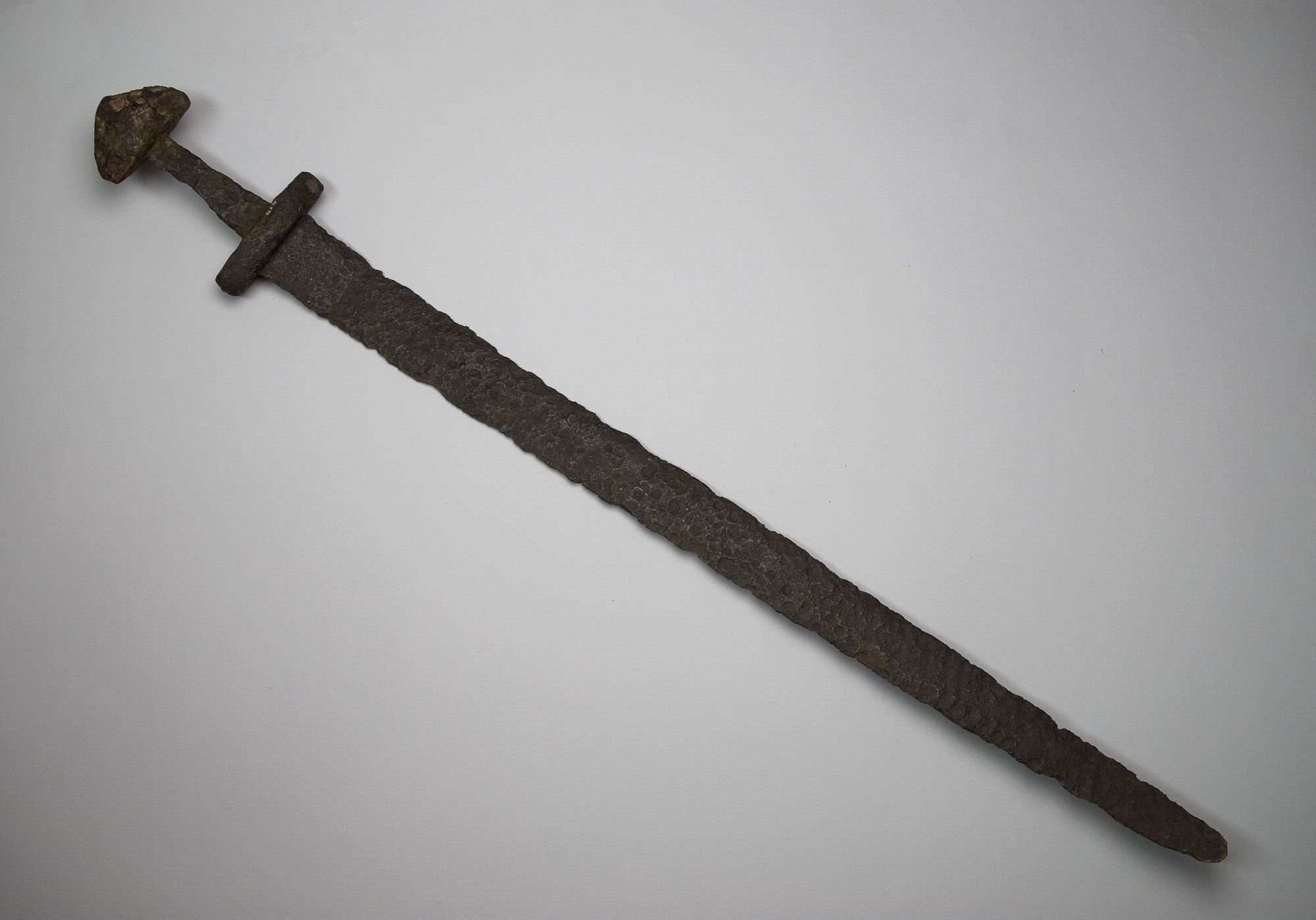
Épée longue à double tranchant du VIIIe siècle.

L'historien Jean Favier rapporte que le goût immodéré des reliques à la fin du Moyen Âge a incité à inclure dans le trésor de l'abbaye de Saint-Denis une épée inutilisée figurant Almace. Elle s'y trouve en 1505 ainsi que l'atteste le plus ancien inventaire connu du trésor dressé en vertu d'une lettre patente du roi Louis XII. L'arme, attribuée à l'archevêque Turpin avec quelques scrupules, est enregistrée sous le numéro 112. Elle est décrite comme étant garnie d'argent et de pierres précieuses et d'une valeur estimée à sept écus,. Le frère Jacques Doublet la cite également dans l'inventaire qu'il effectue en 1625. Il la dépeint alors ornée de saphirs, d'émeraudes et d'améthystes avec un pommeau d'argent doré. Dom Félibien précise en 1706 qu'il s'agit d'une épée longue donnée à l'abbaye par Turpin lui-même, tout en se faisant comme en 1505 l'écho de doutes concernant son authenticité. Elle est encore mentionnée dans un catalogue de 1710, au même titre que l'épée de Charlemagne et l'olifant de Roland ; mais elle est absente du dernier inventaire officiel réalisé en 1739 sous la supervision d'Aymard-Jean Nicolay, le premier président de la chambre des Comptes.
Une petite monographie destinée aux pèlerins publiée en 1783 l'évoque pourtant encore, exposée dans la salle du trésor parmi d'autres objets tels que l'épée de Jeanne d'Arc et une corne de licorne longue de près de deux mètres. Il s'agit de la dernière référence connue à l'épée de l'archevêque Turpin. Elle a depuis disparu du trésor, de même qu'une épée attribuée à Louis IX et d'une autre à Charles VII.

## Dans la culture populaire
Almace est l'une des épées qu'il est possible d'obtenir et d'utiliser dans plusieurs jeux vidéo :
- Dans Final Fantasy XI, un jeu de rôle en ligne massivement multijoueur sorti en 2002, Almace est l'une des quatorze armes qu'il est possible de se procurer lors des quêtes de l'épreuve des magiciens. Une fois construite, le joueur peut en améliorer l’efficacité en accomplissant plusieurs missions[76],[77].
- Elle se retrouve également dans Final Fantasy XIV, le quatorzième volet de la série développée par Square Enix sorti en 2010, lui aussi un jeu de rôle en ligne massivement multijoueur. L'épée se présente sous quatre formes : « Réplique d'Almace », « Réplique d'Almace hyperconductrice », « Almace » et « Almace hyperconductrice »[78]. Les deux dernières sont des « armes relique Anima » accessibles avec l'extension Heavensward sortie en 2015[79].
- Dragon's Dogma, un jeu de rôle de type action-RPG sorti en 2012, et sa seconde version Dragon's Dogma: Dark Arisen sortie l'année suivante, proposent tous deux au joueur de s'équiper d'Almace[80],[81]. L'arme peut être rendue encore plus efficace et est décrite comme a frost-crusted sword that robs its victims of all warmth and thus life. (trad. : « une épée couverte de givre qui dérobe toute chaleur et donc leur vie à ses victimes »)[82].
- Almace peut être obtenue dans le jeu de rôle en ligne massivement multijoueur Swordburst 2 créé sur la plateforme Roblox en 2017[83]. L'épée présentée comme un katana est disponible au dixième niveau nommé Transylvania[84].
- Le joueur incarnant Miriam peut fabriquer Almace dans Bloodstained: Ritual of the Night, un jeu vidéo de type metroidvania sorti en 2019. Décrite comme a sword that sunders and freezes at a stroke (trad. : « une épée qui d'un coup tranche et glace »), elle est l'une des vingt-neuf épées disponibles[85],[86].